# ابرهارد گینگر
ابرهارد گینگر (به آلمانی: Eberhard Gienger) ژیمناست زادهٔ ۲۱ ژوئیهٔ ۱۹۵۱ میلادی اهل کشور آلمان غربی است.